# Jeong (họ Triều Tiên)
Jeong (Hangul: 정) là một họ của người Triều Tiên. Do hiện tượng đồng âm, họ này có thể tương ứng với các họ sau trong ký âm Hanja: Đinh (丁), Trịnh (鄭), Trình (程). Ngoài ra, họ này cũng được phiên âm Latin thành Chung, Jung hoặc Jong.

Khoảng 50% người Triều Tiên mang các họ Kim, Lee, Park hay Choi
Kim, Gim
Lee, Yi, Rhee
Park, Pak
Choi
Jung, Jeong, Chung, Cheong

Theo thống kê năm 2000 tại Hàn Quốc, có khoảng 2.230.611 người mang họ Jeong, xấp xỉ khoảng 5% dân số nước này.